# John Gianelli

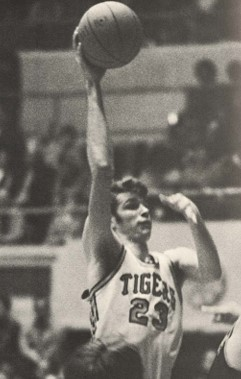
John Gianelli na temporada de 1970-71

John Gianelli é um ex-jogador de basquete norte-americano que foi campeão da Temporada da NBA de 1972-73 jogando pelo New York Knicks.